# 長友一馬
長友 一馬（ながとも かずま）は、日本のシナリオライター、小説家、脚本家。エレファンテ所属。別名義に「稲葉陸」。

## 来歴
第30回富士見書房ファンタジア大賞にて『青春失格男と、ビタースイートキャット。』が審査員特別賞を受賞。

## 作品

### 小説
- 青空アンダーガールズ（web公開、2017年）
- 青春失格男と、ビタースイートキャット。（富士見ファンタジア文庫、イラスト：いけや、2018年5月）
- 生徒会長との待ち合わせは、いつもホテル（富士見ファンタジア文庫、イラスト：葛坊煽、2023年8月）

### アニメ
2020年
- 爆丸アーマードアライアンス（脚本）

2023年
- 放課後少年花子くん（シリーズ構成）

### ゲーム（シナリオ執筆、もしくは一部シナリオ執筆）
2013年
- `&'-空の向こうで咲きますように
- ハイスクールD×D
- 俺の妹がこんなに可愛いわけがない。 ハッピーエンド
- 英雄*戦姫
- 生徒会の一存 Lv.2 PORTABLE

2014年
- アイドルマスター ワンフォーオール
- D.C.III P.P. ～ダ・カーポIII プラチナパートナー～
- ローゼンメイデン　ヴェヘゼルン ジー ヴェルト アップ

2015年
- 食戟のソーマ　友情と絆の一皿

2016年
- サマーレッスン：宮本ひかり
- アイドルマスター プラチナスターズ

2017年
- 追放選挙（選挙シナリオ）
- Re:ゼロから始める異世界生活　-DEATH OR KISS-
- BLUE REFLECTION 幻に舞う少女の剣
- サマーレッスン：アリソン・スノウ
- サマーレッスン：新城ちさと

### ゲームアプリ（シナリオ執筆）
- スマイル☆シューター　Dear My Dream（2015年）
- 青空アンダーガールズ（2017年）

### ドラマCD
- おまえをオタクにしてやるから、俺をリア充にしてくれ! ドラマCD vol.2（2014年）
- ちょっとかわいいアイアンメイデン ドラマCD～Triangle maidens～（2014年）
- 俺たちに翼はない「ある日のアレキサンダーで起こったごく普通のできごと。あるいはまぁこんなことがあってもいいんじゃないかと思うもしもの話」（2014年）
- この素晴らしい世界に祝福を!ドラマCD この真夏の海に騒乱を!（2015年）